# Mestnitchestvo
Le mestnitchestvo (en russe : ме́стничество, IPA: [ˈmʲesʲtʲnʲɪtɕɪstvə] ; de ме́сто, une position) était, dans l'histoire russe, un système hiérarchique féodal en Russie du XVe au XVIIe siècle.

## Fonctionnement
Le mestnitchestvo était un système compliqué de préséance qui dictait les postes gouvernementaux qu'un boyard pouvait occuper. Il était basé sur le rang de l'individu au sein d'une famille aristocratique russe d'une part, et sur l'ordre de préséance des familles d'autre part. La hiérarchie des familles était calculée sur la base des registres des nominations antérieures, remontant jusqu'à 1475.
Le système d'ancienneté mestnitchestvo était le plus visible dans l'ordre de placement des boyards à la table du tsar. Les clans gardaient jalousement leur statut. Cela a souvent conduit à des luttes acharnées et à des violences physiques entre les nobles au sujet de leurs ancêtres et de leurs rôles auprès du monarque. Selon l'historien russe du XIXe siècle Vassili Klioutchevski, « vous pouviez tabasser un boyard, vous pouviez lui confisquer ses biens, vous pouviez l'expulser du service gouvernemental, mais vous ne pourriez jamais lui faire accepter une nomination ou un siège à la table du tsar inférieur à ce à quoi il a droit ».
En raison du mestnitchestvo, les personnes qualifiées qui ne pouvaient pas se vanter d'une ascendance suffisamment prestigieuse n'avaient aucun espoir d'obtenir un poste important dans l'État. Par contre, un boyard issu d'une famille ancienne et respectée pouvait obtenir une promotion importante même s'il n'était pas personnellement qualifié.

## Abolition
Avec le développement de l'autocratie, où le principe de base était la création d'une bureaucratie centrale relevant directement du tsar, l'importance du mestnitchestvo a été progressivement réduite. De plus, les besoins croissants en matière de défense exigeaient que les postes militaires haut gradés soient occupés par des officiers compétents, et non par des boyards incompétents qui n'avaient que leur fière lignée comme qualification. En conséquence, le mestnitchestvo a été aboli en 1682 par Fédor III de Russie. Les données généalogiques disponibles ont été rendues publiques dans le livre de velours (en), tandis que les anciens livres généalogiques ont été brûlés, au plus grand malheur des familles de boyards établies.
L'abolition a permis plus tard à Pierre le Grand de plus facilement réformer et gouverner l'État. Cependant, on ne peut pas négliger les effets positifs du mestnichestvo, comme assurer la loyauté des élites et donc la cohésion et la stabilité politique. En outre, l'État a peut-être eu plus de flexibilité dans les nominations que ne le suggèrent les critiques du système. Les tsars ont pu faire des choix en dehors du système mestnitchestvo qui a créé des postes de bez mest, ou "places sans [réservation]".